# With God on Our Side
With God on Our Side è una canzone di Bob Dylan, pubblicata come terza traccia nel suo album The Times They Are A-Changin'. Dylan ha interpretato per la prima volta la canzone durante un concerto nella Town Hall di New York, il 12 aprile del 1963. Dopo questa occasione, la eseguì sempre più raramente durante i suoi concerti.
Nel testo viene descritta ironicamente la visione umana di Dio, visto come potere superiore e salvifico, contro cui nessuno può opporsi. Con la scusante della provvidenza divina dalla propria parte l’uomo ha giustificato guerre e atrocità. Dylan menziona varie guerre ed accadimenti storici degli Stati Uniti, come lo sterminio dei nativi americani, la guerra ispano-americana, la Guerra Civile Statunitense, le due guerre mondiali e la guerra fredda. In aggiunta a questi eventi, fa riferimento anche all'Olocausto e al tradimento di Gesù da parte di Giuda.
Dylan affermò che With God on Our Side fosse una composizione interamente originale, nonostante la somiglianza con The Patriot Game, una canzone scritta da Dominic Behan sullo stile della ballata irlandese The Merry Month of May. Behan definì Dylan "plagiatore e ladro", ma il cantautore americano non rispose mai alle sue accuse.
Una registrazione dal vivo di With God on Our Side, interpretata accanto a Joan Baez, si può trovare nell'album The Bootleg Series Vol. 6: Bob Dylan Live 1964, Concert at Philharmonic Hall, pubblicato nel 2004. Nell'album MTV Unplugged Dylan omette il verso sui tedeschi e l'Olocausto, per ragioni sconosciute.
Joan Baez ha incluso la canzone nel suo disco dal vivo Joan Baez in Concert, Part 2 (album registrato poco dopo che Dylan componesse il brano).